# Bermudazaaguil
De bermudazaaguil (Aegolius gradyi) is een uitgestorven uil die deel uitmaakt van de familie van echte uilen, Strigidae. De soort was endemisch op Bermuda. Het werd beschreven uit fossielen en ontdekkingsreizigersverslagen van de vogel in de 17e eeuw.

## Uitsterven
De oorzaak van het uitsterven is onbekend, maar kan verband houden met de achteruitgang van de Bermuda-ceder en Bermuda-palmettobomen, of de komst van niet-inheemse roofdieren en concurrenten na menselijke kolonisatie. Het werd voor het eerst beschreven in 2012 en werd in 2014 uitgestorven verklaard (hoewel het uitsterven zelf in de 17e eeuw plaatsvond).